# Brownville (Maine)
Brownville è un comune degli Stati Uniti d'America, situato nello stato del Maine, nella contea di Piscataquis.